# جی یانیان
جی یانیان (انگلیسی: Ji Yanyan؛ زادهٔ ۲۹ مهٔ ۱۹۸۵) بازیکن بسکتبال زن اهل چین بود. وی در بازی‌های المپیک تابستانی ۲۰۱۲ شرکت کرده‌است.